# The Lady of Heaven
The Lady of Heaven ist ein britisches historisches Filmdrama aus dem Jahr 2021. Eli King führte erstmals Regie, das Drehbuch wurde vom Zwölfer-Schia-Kleriker Yasser al-Habib geschrieben. Der von Enlightened Kingdom produzierte Film bezeichnet sich selbst als den ersten Film über das Leben der historischen Figur Fātima bint Muhammad während und nach der Ära des islamischen Propheten Mohammed.
Laut dem Schriftsteller Al-Habib wurden, um das Bilderverbot im Islam zu respektieren, alle heiligen Figuren der Zwölf-Schia durch Licht- und Filmeffekte dargestellt anstatt von einem Schauspieler oder einer einzelnen Person.
Der Film wurde im Iran, Pakistan, Ägypten und Marokko verboten.

## Handlung
Ein Kind aus dem kriegsgebeutelten Irak zieht nach dem Tod seiner Mutter in ein neues Zuhause. Dort trifft es eine liebevolle alte Frau, die ihm die Geschichte von Lady Fatima erzählt, der Tochter des Propheten Mohammed und dem ersten Opfer des Terrorismus.

## Auszeichnungen
Beim Marché du film bei den Internationalen Filmfestspielen von Cannes 2021 wurden die Produzenten des Films von Mike Fleming Jr., Co-Chefredakteur von Deadline Hollywood, in einer Podiumsdiskussion zum Thema internationales Geschichtenerzählen im modernen Kino interviewt. Die Produzenten sprachen davon, die Geschichte von Lady Fatima zum Leben zu erwecken, und von den Herausforderungen, vor denen das Team bei der Darstellung der Religionsgeschichte stand. Der Film erhielt eine Auszeichnung für die besten visuellen Effekte bei der Gala der iSuccess International Awards bei einer Veranstaltung, die von Superfilm Studios in Koproduktion mit Forbes France veranstaltet wurde.